# Живкович, Йован
Йо́ван Жи́вкович (серб. Јован Живковић, нем. Jovan Živković; родился 23 мая 2006, Вена) — австрийский и сербский футболист, выступающий на позициях нападающего или вингера за австрийский клуб «Рапид».

## Клубная карьера
Футбольную карьеру начал в академии клуба «Аустрия», в 2014 году присоединился к академии клуба «Адмира Ваккер Мёдлинг». В 2019 году перешёл в академию  «Рапида». 4 февраля 2024 года дебютировал в основном составе «Рапида» в матче Кубка Австрии против «Санкт-Пёльтена». 11 февраля 2024 года дебютировал в австрийской Бундеслиге в матче против «Вольфсберга».

## Карьера в сборной
В 2022 году провёл шесть матчей за сборную Сербии до 16 лет. Однако в том же году принял приглашение Австрийского футбольного союза и начал выступать за сборные Австрии.